# تونی بازیل
تونی بازیل (انگلیسی: Toni Basil؛ زادهٔ ۲۲ سپتامبر ۱۹۴۳) یک موسیقی‌دان اهل ایالات متحده آمریکا است. وی از سال ۱۹۶۴ میلادی تاکنون مشغول فعالیت بوده‌است.
از فیلم‌ها یا برنامه‌های تلویزیونی که وی در آن نقش داشته‌است می‌توان به ایزی رایدر، پنج بخش آسان، مادر، کوزه‌ها و سرعت، میرا برکینریج و پسیفیک پالسیدس اشاره کرد.